# Instrumentalny hip hop
Instrumentalny hip hop – gatunek muzyczny, który zawiera instrumentalne, hip hopowe beaty bez udziału MC. Czasem zawierają linie wokalne. Mogą być one wykorzystane przez rapera jako podkład. Produkcje z tego gatunku są zazwyczaj bardziej rozbudowane od tych zwykłych. Przyjmuje się, że gatunek zapoczątkował muzyk jazzowy Herbie Hancock nagraniem Rockit z 1983 roku, które zawierało elementy rapowej produkcji.

## Przedstawiciele gatunku
Noon jako główny polski przedstawiciel oraz prekursorzy: A Tribe Called Quest, DJ Shadow, MF Doom, RJD2, J Dilla, Nujabes, Madlib, DJ Babu